# Монтойя, Луис Фернандо
Луис Фернандо Монтойя (порт. Luis Fernando Montoya; род. 23 июля 1961, Кальдас, департамент Антьокия) — колумбийский футбольный тренер. Лучший тренер Южной Америки 2004 года. В результате вооружённого нападения в декабре 2004 года парализован.

## Биография
Луис Фернандо Монтойя не был профессиональным футболистом. Будучи студентом медельинского Политехнического Института свои исследования по физической подготовке футболистов он даже скрывал от своего отца, не разделявшего пристрастия сына к спорту.
Затем он работал с различными командами родного города, в конце концов сосредоточившись на работе с детьми. Эта работа привлекла внимание гранда колумбийского футбола «Атлетико Насьоналя». Монтойя работал со многими низшими командами в системе «Атлетико», пока не возглавил основную команду, с которой стал вице-чемпионом страны в Апертуре 2002 года.
В 2002 году он возглавил «Онсе Кальдас» из Манисалеса. Эта команда (под другим названием) не выигрывала чемпионат страны свыше 50 лет и титул 2003 года (Апертура) стал лишь вторым в истории клуба. На правах чемпиона «Онсе Кальдас» принял участие в Кубке Либертадорес 2004. Уверенное выступление в группе (1-е место) уже стало довольно неожиданным для специалистов. Однако, великолепная физическая форма и грамотная стратегия, выбранная Монтойей, позволили последовательно пройти в стадии плей-офф ряд титулованных клубов — эквадорскую «Барселону» в 1/8 финала, бразильские «Сантос» и «Сан-Паулу» в 1/4 и 1/2 соответственно. В финале явным фаворитом был аргентинский клуб «Бока Хуниорс» (на тот момент 5-кратный победитель турнира, включая розыгрыши 2000, 2001, 2003 годов). Оба матча закончились вничью (0:0 в Буэнос-Айресе и 1:1 в Манисалесе), а в серии пенальти великолепная игра вратаря «Онсе» Хуана Карлоса Энао позволила колумбийскому футболу праздновать вторую в истории победу в Кубке Либертадорес.
12 декабря 2004 года «Онсе Кальдас» провёл свой последний матч под руководством великого тренера. Это был матч в Йокогаме, в рамках последнего розыгрыша Межконтинентального Кубка по футболу (с 2005 года ему на смену пришёл Клубный чемпионат мира) против победителя Лиги чемпионов УЕФА «Порту». Матч получился очень упорным, европейцы четырежды попадали в штангу колумбийских ворот, но забить так и не смогли. В серии пенальти со счётом 8:7 победу одержал «Порту», во второй раз в своей истории.
После этого матча главный творец триумфа колумбийского клуба Луис Фернандо Монтойя сложил с себя полномочия главного тренера, решив отдохнуть от большого футбола.
22 декабря 2004 года, всего через 10 дней после одного из главнейших матчей в истории колумбийского футбола, всю страну шокировала новость о трагедии, случившейся с Монтойей. Во время предрождественских покупок на жену Луиса Фернандо Марию Адриану напала банда отморозков, пытавшихся ограбить её. Монтойя вступился за жену и получил 2 тяжелейших ранения в область шеи. Тренеру удалось спасти жизнь, но он остался парализованным. Президент Колумбии, Альваро Урибе, посетивший Монтойю 29 декабря в клинике Манисалеса, так описал свои впечатления:

«Одно дело — справляться о Монтойе по телефону, и совсем другое — увидеть его воочию. Это гигант духа! Я ощущаю себя по сравнению с ним трусом».

На данный момент к Монтойе вернулась способность к речи, он может двигать руками, но повреждения, полученные при нападении, практически непоправимы. Он живёт вместе с женой Марией Адрианой (свадьба состоялась в 1998 году) и сыном Хосе Фернандо (родился в 2001 году) в Медельине. Монтойя с помощью друзей и коллег занимается спортивной журналистикой и принимает участие в подготовке молодых тренеров. Он имеет профессорскую степень в нескольких университетах страны.

## Достижения в качестве тренера
- Чемпион Колумбии (1): Апертура 2003
- Вице-чемпион Колумбии (1): Апертура 2002
- Кубок Либертадорес (1): 2004
- Футбольный тренер года в Южной Америке (1): 2004